# Palus Caprae
Palus Caprae (übersetzt: „Ziegensumpf“) war ein großflächiges Sumpfgebiet im Zentrum des Marsfeldes, das zu Beginn der etruskischen Besiedlung Roms als unwirtlicher Teil aus dem ager Tarquinorum ausgespart wurde. Belegt ist der palus Caprae durch antike Schriftquellen bei Livius, Ovid und Plutarch.
Der Sumpf bildete sich, weil das Marsfeld Schwemmlandebene des Tibers war und deshalb regelmäßig von Überschwemmungen des Flusses betroffen. Nach andererseits umstrittener Auffassung soll die morastige Stelle durch den Bachlauf des Petronia amnis verursacht worden sein, der vom Quirinal herabfloss, nachweislich zumindest bis zur Höhe der porticus Pompeiana, um dann möglicherweise außerhalb des Marsfeldes in den Tiber zu münden. Es gab viele Versuche, die Größe des Gebietes zu rekonstruieren, als Indiz wurde die republikanische Bebauung um das Feld herangezogen. Nach Coarelli und Lugli war das Zentrum des Sumpfes zwischen dem Pantheon und den Agrippathermen zu verorten. Als Ostgrenze wird das Gebiet der Area Sacra am Largo Argentina angenommen. Der spätere Bau der Cloaca Maxima wird ebenfalls als Indiz für eine natürliche Entwässerung des Sumpfes betrachtet.